# Liolaemus loboi
Liolaemus loboi är en ödleart som beskrevs av  Fernando Abdala 2003. Liolaemus loboi ingår i släktet Liolaemus och familjen Tropiduridae. Inga underarter finns listade i Catalogue of Life.